# Université de Mansourah
 (juin 2018).
Si vous disposez d'ouvrages ou d'articles de référence ou si vous connaissez des sites web de qualité traitant du thème abordé ici, merci de compléter l'article en donnant les références utiles à sa vérifiabilité et en les liant à la section « Notes et références ».
L'université de Mansourah (en arabe : جامعة المنصورة ; en anglais : Mansourah University) est une université publique située à Mansourah, en Égypte.
Elle est classée par le U.S. News & World Report au 13e rang du classement régional des universités arabes.

## Historique
L'historique de l'université remonte depuis 1962:  
- En 1962 la faculté de médecine commence comme une branche de l'université du Caire
- En 1972 l'université de l'Est du delta est fondée
- En 1973 cette dernière université devient Université de Mansourah

## Étudiants controversés
En novembre 2013, 18 étudiants de l'université sont arrêtés pour « actes de violence et de sabotage, de manifestation sans autorisation et appartenance à un groupe interdit », pour être acquittés 4 ans plus tard en mars 2017.
Le terroriste qui opéra l'attaque contre des militaires au Carrousel du Louvre, Abdallah El-Hamahmy, a étudié le droit pendant quatre ans à l'université de Mansourah.